# Gundaker von Liechtenstein

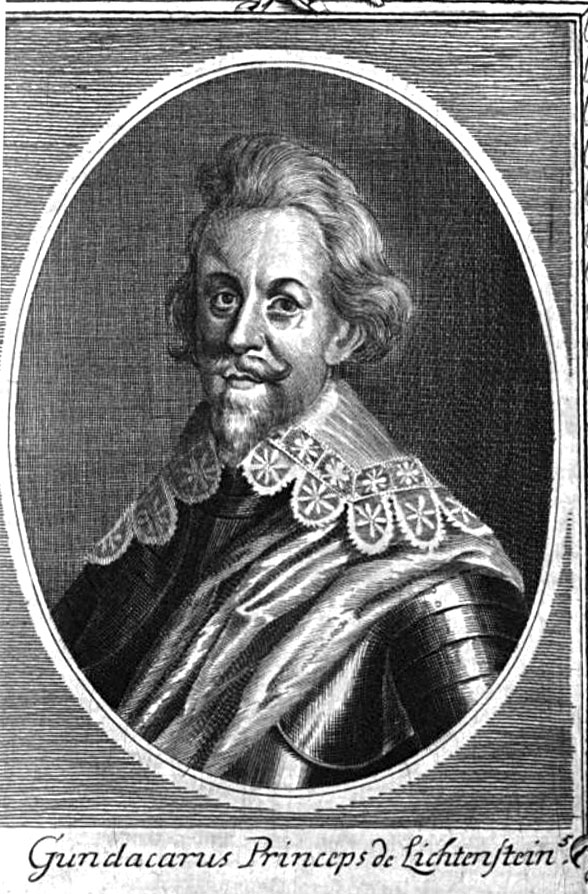
Gundaker von Liechtenstein

Gundaker von Liechtenstein (* 30. Januar 1580 auf Schloss Eisgrub; † 5. August 1658 auf Schloss Wilfersdorf) war ein Mitglied des Hauses Liechtenstein, kaiserlicher Obersthofmeister und seit 1623 Reichsfürst.

## Biografie

### Frühe Jahre
Liechtenstein war der jüngste Sohn des kaiserlichen Rats Hartmann II. von Liechtenstein (1544–1585) und dessen Gattin Anna Maria, geborene Gräfin zu Ortenburg (1547–1601). Er wurde im evangelischen Glauben erzogen. Gemeinsam mit seinem älteren Bruder Maxmilian war er 1595 zuerst an der Universität Padua, dann an der Universität Siena immatrikuliert. Von Oktober 1596 bis März 1597 studierten die Brüder an der Universität Bologna. Anschließend folgte die Kavalierstour.

### In Habsburger Diensten
1599 trat Liechtenstein als Kämmerer in die Dienste des Erzherzogs Matthias. In der Folgezeit begleitete er den Erzherzog auf Kriegszügen nach Ungarn und war bei der Belagerung von Ofen anwesend. 1601 erließ er eine umfangreiche Ordnung für seine Untertanen. Nach Überwindung einer zweijährigen Glaubenskrise entschloss er sich 1602 zur öffentlichen Bekanntgabe seiner Konversion zum Katholizismus. Darüber verfasste er eine Rechtfertigungsschrift: Bewegursachen, so mich zu Annehmung des katholischen Glaubens bewogen haben. 1605 wurde er Verordneter des niederösterreichischen Herrenstandes. 1606 ernannte ihn Kaiser Rudolf II. zum Hofkammerrat und verlieh ihm das Prädikat Hoch- und Wohlgeboren. Kaiser Matthias übertrug Liechtenstein, der ihm besonders eng verbunden war, 1613 fallweise die Direktion der Hofkammer und ernannte ihn zum niederösterreichischen Kammerrat.
1618 übernahm er eine Gesandtschaft nach Breslau zu den Ständen Schlesiens. Seine Aufgabe war es zu verhindern, dass Schlesien sich dem Böhmischen Aufstand anschloss. Es gelang ihm jedoch nicht die schlesischen Stände für den Kaiser zu gewinnen. 1619 führte ihn eine erste längere Gesandtschaftsreise zu verschiedenen Fürsten, Kurfürsten und Bischöfen, um offiziell den Tod von Kaiser Matthias mitzuteilen. Auch der Böhmische Aufstand war Thema. Eine Geheiminstruktion für die Gespräche mit Herzog Maximilian von Bayern und anderen katholischen Fürsten sah Verhandlungen über die militärische Unterstützung der Katholischen Liga in dem bevorstehenden Krieg vor. Das Gespräch mit den geistlichen Kurfürsten hatte ebenfalls zum Zweck, die Wahl Ferdinands II. zum Kaiser vorzubereiten. Eine Höflichkeitsreise führte ihn auch zu Kurfürst Friedrich von der Pfalz, obwohl man in Wien bereits wusste, dass dieser davor stand, eine wichtige Rolle beim Böhmischen Aufstand zu übernehmen. Nach Wien zurückgekehrt begleitete Liechtenstein Ferdinand II. zur Kaiserwahl und Krönung nach Frankfurt. Unmittelbar nach Abschluss des Vertrags von München wurde er vom Kaiser mit einer zweiten Gesandtschaft betraut, die ihn nach Sachsen und Brandenburg führte. Das Misstrauen der mächtigen lutherischen Reichsstände über die Rüstung der Katholischen Liga sollte dabei zerstreut und Kurfürst Johann Georg I. von Sachsen nach Möglichkeit für eine Unterstützung der Sache des Kaisers gewonnen werden. Nachdem Kursachsen bereits wenige Tage nach dem Bescheid an Liechtenstein umfangreiche militärische Werbungen eingeleitet hatte, schloss der Kurstaat 1620 ein Angriffsbündnis mit dem Kaiser.
Im gleichen Jahr wurde Liechtenstein vom Kaiser zum Hofkammerpräsidenten und Geheimen Rat ernannt. Als Präsident der Exekutionskommission für das von Bayern besetzte Erzherzogtum Österreich ob der Enns übernahm er die Rekatholisierung des Landes und die Bestrafung der Aufständischen. 1622 begleitete er den Kaiser zu dessen Hochzeit mit Eleonora Gonzaga nach Innsbruck. Anschließend nahm er an der Reise des Kaiserpaars zum Reichstag nach Regensburg und der Krönung Eleonoras zur ungarischen Königin in Ödenburg teil. Am 12. September 1623 wurde er gemeinsam mit seinem älteren Bruder Maximilian in den erblichen Reichsfürstenstand erhoben. 1624 erfolgten seine Ernennung zum Obersthofmeister des Kaisers und die Verleihung der Anrede Oheim. Das Amt des Obersthofmeisters am kaiserlichen Hof war meist mit der Position als Direktor des Geheimen Rats verbunden. Fürst Hans Ulrich von Eggenberg behielt jedoch aufgrund seiner überragenden Stellung als erster Ratgeber des Kaisers den Vorsitz des Geheimen Rats bis zu seinem Tod. Infolge der unerschütterlichen Vertrauensstellung Eggenbergs bei Ferdinand II. verlor das Amt des Obersthofmeisters an Autorität, was Liechtenstein nicht akzeptieren wollte. Seine Bemühungen um eine Reform und Verbesserung der Hofordnung und Hofökonomie scheiterten. Eggenberg war zudem ein Anhänger Wallensteins und Oberhaupt der spanischen Partei am Hof. Liechtenstein war seitdem ein Gegner Wallensteins. Im November 1625 folgte seine Resignation als Obersthofmeister. Er zog sich danach für einige Jahre auf seine Güter zurück. 1633 verlieh ihm der Kaiser das Große Palatinat. Von Oktober 1636 bis Januar 1637 fungierte er als Mitglied und Direktor des Geheimen Rats und der provisorischen Regierung des Erzherzogs Leopold Wilhelm.
Liechtenstein verfasste verschiedene Gutachten und hatte zwei Fürstenspiegel geschrieben. Er schlug die Gründung einer Ritterakademie vor und plädierte für eine Reform der Verwaltung. Auch forderte er, dass der Staat die Wirtschaft im Sinne des Frühmerkantilismus fördern solle, um die Einnahmen zu erhöhen. Dabei hatte er offenbar Giovanni Botero und andere zeitgenössische Staatstheoretiker rezipiert. Neben seinen dienstlichen Schriften veröffentlichte er auch ein Werk über die Zäumung von Pferden. Sein Weltbild war antimachiavellistisch und vom gegenreformatorischen Katholizismus geprägt. Er hatte zahlreiche Stiftungen für Kirchen und Klöster gemacht. Ab 1637 ließ er das zerstörte Kloster von Mährisch Kromau wieder aufbauen und ab 1641 mit Piaristen besetzen. Auf seinen Besitzungen hatte er den Katholizismus durchgesetzt und einen gestuften Überwachungsapparat aufbauen lassen. So konnte er auch gegen Widerstand vor allem in Teilen von Ostmähren den Protestantismus verdrängen.

### Letzte Jahre
Kurz vor 1650 zog sich Liechtenstein aufgrund seines Alters auf seine Güter zurück. 1654 erweiterte ihm Kaiser Ferdinand III. noch das Palatinatsdiplom um das Recht der Adelsverleihung. Am 5. August 1658 verstarb er auf Schloss Wilfersdorf. Er wurde in der Familiengruft der Pfarrkirche Wilfersdorf beigesetzt.

## Besitzungen
Am 23. Juli 1598 einigte sich Liechtenstein mit seinen älteren Brüdern Karl und Maximilian auf die Teilung des elterlichen Erbes. Er erhielt die niederösterreichischen Herrschaften Wilfersdorf und Ringelsdorf. Im Familienvertrag von 1606 wurden sämtliche Güter aus der Teilung von 1598 in ein Familienfideikommiss überführt, wobei er für sich und seine Nachkommen den Nießbrauch für die Herrschaften Wilfersdorf mit Mistelbach und Poysdorf sowie Ringelsdorf erhielt. Wilfersdorf war sein bevorzugter Aufenthaltsort. Er ließ daher die örtliche Burg zu einem Wasserschloss umbauen.
Aufgrund seiner wirtschaftlichen Lage war es ihm möglich gewesen, dem Kaiser und der Hofkammer hohe Darlehen zu gewähren. Infolge der Enteignung der Unterstützer des Böhmischen Aufstandes sah er daher die Möglichkeit, wie seine beiden Brüder, den Familienbesitz zu vergrößern. Im Oktober 1622 erging im Namen des Kaisers eine Resolution, Liechtenstein die Herrschaften Mährisch Kromau und Ostroh (Ungarisch Ostrau) für 600.000 Gulden zu verkaufen. Dabei sollte er einerseits dem Bruder des Kaisers, Erzherzog Leopold, 300.000 Gulden bezahlen und andererseits auf der Grundlage einer von Kardinal Dietrichstein erstellten Liste die restliche Summe an die Gläubiger der beiden Herrschaften auszahlen. Der Verkauf verzögerte sich, da die Hofkammer die Liste nur zaghaft erstellte und auf den Herrschaften weitere Schulden hafteten, für die sich der Kaiser verpflichtet hatte aufzukommen. Schließlich wurden am 25. Juni 1625 die Erbkauf- und Schirmbriefe betreffend dem Verkauf der beiden Herrschaften an ihn ausgestellt. Der Schätzwert der Besitzungen lag bei über einer Million Gulden. Zweifellos konnte er seine mährischen Herrschaften und Güter, ebenso wie andere adelige Kriegsprofiteure in den ersten Jahren des Dreißigjährigen Krieges, zu äußerst günstigen Konditionen erwerben. Der Kauf erfolgte dabei mit schlechten Münzen.
Nachdem er sich in den Folgejahren um eine Rangerhöhung seiner mährischen Herrschaften bemüht hatte, erhob der Kaiser am 20. Dezember 1633 die Herrschaften Mährisch Kromau und Ostroh zum Fürstentum Liechtenstein und änderte den Namen der Stadt Mährisch Kromau, die als Fürstenresidenz dienen sollte, in Stadt Liechtenstein. Der Name dieses Titularfürstentums wurde jedoch nur bis 1646 verwendet. 1634 kaufte er von Kaiserin Eleonora das Gut Wolframitz, das zunächst ein gewisse Selbständigkeit behielt, schließlich aber in die Herrschaft Mährisch Kromau und somit in das Titularfürstentum eingegliedert wurde. 1643 erbte er von seinem verstorbenen Bruder Maximilian die niederösterreichischen Herrschaften Rabensburg und Hohenau, die mährische Herrschaft Steinitz und das Gut Boskowitz. 1647 übergab er seinem jüngsten Sohn Ferdinand als vorweggenommenes Erbe die Herrschaft Mährisch Kromau.
Weitere Versuche seinen Besitz zu mehren, schlugen fehl. Durch seine erste Frau Agnes konnte er Anspruch auf die Grafschaft Rietberg erheben. Dabei unterlagen er und seine Nachkommen in einem langen Rechtsstreit dem Haus Kaunitz. Auch der Erwerb des Herzogtums Teschen gelang nicht. Dabei hatte er vergeblich versucht, seine Frau als Landesherrin von Teschen unter Druck zu setzen. Sie zog sich nach Schlesien zurück und ließ ihren Mann wissen, wenn dieser an einer Fortsetzung der Ehe interessiert sei, müsse er nach Teschen kommen. Zwar erhielt er 1630 das vertraglich verbriefte Recht der Mitregierung, jedoch war die Ehe zerrüttet. Nachdem er Teschen verlassen hatte, wurden seine bevollmächtigten Räte durch seine Frau an der Ausübung der Regierungsgeschäfte gehindert. Die Bemühungen seinem Sohn Ferdinand und dessen älterer Schwester das Erbrecht auf Teschen zu sichern, scheiterten. Nach dem Tod seiner Frau fiel der Besitz als erledigtes Lehen an die böhmische Krone zurück.

## Ehen und Nachkommen
Liechtenstein heiratete am 19. Februar 1604 in Esens Gräfin Agnes von Ostfriesland von (1584–1616), Tochter des Grafen Enno III. von Ostfriesland (1553–1625) und dessen Gattin Walburgis, geborene Gräfin von Rietberg (1555/6–1586). Aus der Ehe gingen sieben Kinder hervor:
- Juliana (1605–1658) ⚭ 1636 Graf Nikolaus Fugger von Nordendorf (1596–1676)
- Elisabeth (1606–1630), unverheiratet
- Maximiliana (1608–1642) ⚭ 1630 Graf Matthias von Thurn und Valsássina
- Cäsar (1609–1610)
- Johanna (*/† 1611)
- Hartmann (1613–1686) ⚭ 1640 Altgräfin Sidonia Elisabeth zu Salm-Reifferscheidt (1623–1688)
- Anna (1615–1654), unverheiratet

In zweiter Ehe heiratete er am 23. April 1618 in Eisgrub Herzogin Elisabeth Lukretia von Teschen (1599–1653), Tochter des Herzogs Adam Wenzel von Teschen (1574–1617) und dessen Gattin Elisabeth von Kurland († 1601). Aus der Ehe gingen drei Kinder hervor:
- Maria Anna (1621–1655) ⚭ 1652 Graf Wilhelm Heinrich Schlik zu Passaun und Weißkirchen
- Ferdinand (1622–1666) ⚭ Gräfin Dorothea Anna zu Lodron (1619–1666)
- Albert (1625–1627)